# 池ノ上賢吉
池ノ上 賢吉（いけのうえ けんきち、1887年（明治20年）6月16日 - 1975年（昭和50年）7月22日）は、大日本帝国陸軍軍人。最終階級は陸軍少将。

## 経歴
鹿児島県、のちの大口市（現伊佐市）で生まれた。陸軍士官学校第21期卒業。1935年（昭和10年）8月1日に陸軍歩兵大佐進級と同時に関東軍司令部附となり、旅順工科大学に配属され、1936年（昭和11年）8月に第1独立守備隊司令部附に転じたが、旅順工科大学配属が続いた。1937年（昭和12年）8月2日に関東軍司令部附となり、12月28日に福岡連隊区司令官に就任した。
1939年（昭和14年）8月1日に陸軍少将進級と同時に留守第4師団司令部附となり、1940年（昭和15年）8月に独立混成第9旅団長に就任。第二次長沙作戦に出動し、第6師団の反転収容のため、影珠山の奪取を歩兵2個中隊からなる山崎集成大隊に命じ、影珠山の山頂を占領したが、敵大軍に包囲され、1942年（昭和19年）1月9日に山崎集成大隊は玉砕した。同年12月1日に待命、12月28日に予備役に編入された。

## 栄典
勲章等
- 1940年（昭和15年）8月15日 - 紀元二千六百年祝典記念章[7]